# 東亜大学硬式野球部
東亜大学硬式野球部（とうあだいがくこうしきやきゅうぶ、TOA University Baseball Team）は、中国地区大学野球連盟（中国六大学野球リーグ〈1部リーグ〉）に所属する大学野球チーム。東亜大学の学生によって構成されている。

## 創部
1991年（平成3年）創部

## 歴史
1992年（平成4年）春、中国地区大学野球連盟に加盟し、すぐに2部で優勝し1部昇格。創部当時から部長兼任監督の中野泰造（現鹿児島ドリームウェーブコーチ）が奈良県の高校指導者から就任して、無名の選手を鍛えた。近畿地区出身の選手も多く集まり、小柄ながらも脚のある選手を揃えスイッチヒッターとして育てるなどスモールベースボールで躍進した。以降、中国六大学リーグ（1部リーグ）では徳山大（現 周南公立大）との2強時代を長く築いたが、2010年代以降は環太平洋大が躍進している。
1994年（平成6年）、春季リーグで初優勝。続く全日本大学選手権（第43回大会）に初出場し1回戦で佛教大に4-7で敗退。同年秋、リーグ戦を連覇。続く中四国地区代表決定戦も勝ち上がり創部4年目で中四国地区の代表となる。続く明治神宮大会（第25回）に初出場にして初戦2回戦で法政大を2-0、準決勝で東海大を5-4、決勝で青山学院大を4-3で下し初優勝。
1996年（平成8年）、明治神宮大会（第27回）に2回目の出場。初戦2回戦で亜細亜大を1-0で下し、準決勝で準優勝した東北福祉大に0-5で敗れベスト4。
1999年（平成11年）、全日本大学選手権（第48回大会）に2回目の出場。1回戦で高岡法科大を4-1、2回戦で優勝した青山学院大に2-3で惜敗。同年秋、明治神宮大会（第30回）に5回目の出場。初戦2回戦で1年多田野数人投手ら立教大に2-5で敗退。
2002年（平成14年）、第51回全日本大学選手権1回戦で愛知学院大を3-0、2回戦で4年和田毅投手ら準優勝した早稲田大に1-4で敗退。同年秋、リーグ戦に優勝するも中四国地区代表決定戦で敗退し明治神宮大会（第33回大会）に不出場（代表校は広島大）。
翌2003年（平成15年）、第52回全日本大学選手権は1回戦で奈良産業大を11-1（6回コールド）、2回戦で上武大を6-1で下し　準々決勝で準優勝した亜細亜大に4-6で敗退。同年秋、明治神宮大会（第34回）に6回目の出場。2年生投手竹林俊行が全3試合に登板し、初戦2回戦で東北福祉大を4-1、準決勝で鳥谷敬や青木宣親らを擁する優勝候補の早稲田大を7-3、決勝で神奈川大を10-9で下し2度目の優勝。
翌2004年（平成16年）、徳山大が春季リーグ戦で優勝し全日本大学選手権に不出場。同年秋、明治神宮大会（第35回）に7回目の出場。3年竹林投手が全試合に登板し、決勝まで2回戦以降の3試合を完投した。1回戦で朝日大を9-0（7回コールド）、2回戦で中央大を4-1、準決勝で日体大を6-0、決勝で慶応大を3-0で下し3度目の優勝を2連覇で遂げた。
野手出身のエース竹林は直球130キロ足らずながらタイミングを外す技巧派投手。のみならず打者としても中軸を担い、2年上の中東直己や同期の日野原宏和らと共に打線で活躍するなど指名打者制のない大会の特性を活かした。なお明治神宮大会での連覇は、高野光投手を擁して東海大（第13回・第14回）、次いで川上憲伸投手を擁して明治大（第26回・第27回）が達成して以来史上3校目となる。
翌2005年（平成17年）、4年竹林投手らを擁するも第54回全日本大学選手権1回戦で関東学院大に1-8（8回コールド）で敗退。同年秋、明治神宮大会（第36回）に8回目の出場。1回戦で東海大に7-8で敗退した。

## 本拠地
- 〒751-8503　山口県下関市一の宮学園町2-1　野球練習場
  - 創部後は暫く、下関市民球場を借りたり、河川敷などで練習していた。

## 記録
- 1部リーグ優勝 24回（リーグ2位）
- 2部リーグ優勝 1回
- 全日本大学野球選手権出場10回　ベスト8進出3回
- 明治神宮野球大会出場10回　優勝3回（1994年、2003年、2004年）

## 主な出身者
- 中東直己 - 元プロ野球選手（広島東洋カープ）。第34回明治神宮野球大会優勝メンバー
- 深沢和帆 - 元プロ野球選手（読売ジャイアンツ）。2006年 大学生・社会人ドラフト5巡目。中途退学